# Ренсселіервілл (Нью-Йорк)
Ренсселіервілл (англ. Rensselaerville) — місто (англ. town) в США, в окрузі Олбані штату Нью-Йорк. Населення — 1826 осіб (2020).

## Демографія
Згідно з переписом 2010 року, у місті мешкали 1843 особи в 768 домогосподарствах у складі 509 родин. Було 1271 помешкання
Расовий склад населення:
| - 97,7 % — білих - 1,0 % — чорних або афроамериканців - 0,2 % — азіатів |

До двох чи більше рас належало 0,8 %. Частка іспаномовних становила 1,8 % від усіх жителів.
За віковим діапазоном населення розподілялося таким чином: 19,6 % — особи молодші 18 років, 62,2 % — особи у віці 18—64 років, 18,2 % — особи у віці 65 років та старші. Медіана віку мешканця становила 46,2 року. На 100 осіб жіночої статі у місті припадало 103,6 чоловіків;  на 100 жінок у віці від 18 років та старших — 101,5 чоловіків також старших 18 років.
Середній дохід на одне домашнє господарство  становив 76 559 доларів США (медіана — 57 375), а середній дохід на одну сім'ю — 90 296 доларів (медіана — 79 375). Медіана доходів становила 44 167 доларів для чоловіків та 47 829 доларів для жінок. За межею бідності перебувало 11,3 % осіб, у тому числі 31,3 % дітей у віці до 18 років та 2,1 % осіб у віці 65 років та старших.
Цивільне працевлаштоване населення становило 775 осіб. Основні галузі зайнятості: освіта, охорона здоров'я та соціальна допомога — 21,4 %, публічна адміністрація — 16,6 %, будівництво — 15,0 %.